# Jadav Payeng
Padma Shri Jadav "Molai" Payeng es un activista medioambiental del pueblo mishing y guarda forestal de Jorhat, India. A lo largo de varias décadas, se ha dedicado a plantar y cuidar árboles en un terreno baldío al lado del río Brahmaputra, convirtiéndolo en una reserva forestal. El bosque, llamado bosque de Molai en su honor, está localizado cerca de Kokilamukh en Jorhat, Assam, y comprende un área de 550 hectáreas.